# 格雷纳果
格雷纳果（Grenana Samylina,1990）是一类已灭绝的银杏类植物，属于银杏科。发现于中亚的侏罗纪地层。

## 生理特征
格雷纳果的胚珠着生在成对的珠托中。格雷纳果的叶不具柄，两歧分叉，呈楔拜拉型和拜拉型。
格雷纳果属的模式种是安格仁格雷纳果（Grenana angrenica Samylina,1990）。

## 地质分布
格雷纳果生存在侏罗纪。其化石目前仅在中亚的侏罗纪地层中发现。